# ソ連運輸省TG16形ディーゼル機関車
TG16形（ロシア語: ТГ16）は、ソビエト連邦運輸通信省が1967年から新製した狭軌向け幹線客貨両用のディーゼル機関車である。

## 概要
戦後サハリン向けに新製輸出された日本製D51形蒸気機関車が主力であったソ連運輸通信省極東鉄道局南サハリン支局（当時）における1067mm軌間路線の無煙化と、サハリン北部への路線延伸及びワニノ・ホルムスク鉄道連絡船就航に伴う輸送力増強を目的に、同省が1967年から1974年にかけて新製した液体式ディーゼル機関車である。
片運転台式の車体を背中合わせに連結した2車体方式で、軸配置はBo-Bo+Bo-Bo。各車体に船舶用ディーゼル機関М756Аを2基搭載する。運転整備重量は2車体で152t、軸重は19tである。リュディノフスキー機関車工場（カルーガ州）で95両が製造され、南サハリン支局（のちサハリン支局）管内のD51形蒸気機関車をすべて置き換えた。また同形の広軌（1520mm）用機関車ТГ20形も製造された。
のちロシア運輸通信省サハリン鉄道局、ロシア鉄道サハリン鉄道支社が承継し、現在はロシア鉄道極東鉄道支社サハリン地域部のユジノサハリンスク機関区及びホルムスク機関区に配備されている。1992年に新製された後継のTG21・TG22形がトラブル多発で使用が中止されたため、その後もサハリンにおける主力機関車として使用されたが、老朽化に伴い初期車を中心に大半が廃車となっている。
ロシア鉄道では2003年から島内全路線を3線軌条方式で広軌に改軌する工事を開始しており、2020年をめどに供用を開始する予定である。同社では老朽化している本形式をはじめとする既存ディーゼル機関車牽引の客貨列車およびD2系気動車列車を置き換える改軌後の主力機関車として、軌間可変動力台車を装備したTG16M形客貨両用ディーゼル機関車を2014年から新製投入しており、現在ユジノサハリンスク機関区で試験運転を行っている。